# Saint-Samson-de-la-Roque
Saint-Samson-de-la-Roque é uma comuna francesa na região administrativa da Normandia, no departamento de Eure. Estende-se por uma área de 15,94 km². Em 2010 a comuna tinha 444 habitantes (densidade: 27,9 hab./km²).